# Harpactirinae
Harpactirinae (tên tiếng Anh baboon spiders) là một phân họ nhện thuộc họ Theraphosidae, là sinh vật bản địa của lục địa châu Phi. Giống như các loài Theraphosidae, chúng đều có nọc độc mạnh, và có thể tạo ra một vết cắn đau; tuy nhiên hầu hết chúng không được coi là mối nguy hiểm đối với con người.

## Phân loại
- Chi Augacephalus
  - Loài Augacephalus breyeri
  - Loài Augacephalus junodi
- Chi Ceratogyrus
  - Loài Ceratogyrus bechuanicus
  - Loài Ceratogyrus brachycephalus
  - Loài Ceratogyrus darlingi
  - Loài Ceratogyrus dolichocephalus
  - Loài Ceratogyrus ezendami
  - Loài Ceratogyrus hillyardi
  - Loài Ceratogyrus marshalli
  - Loài Ceratogyrus meridionalis
  - Loài Ceratogyrus paulseni
  - Loài Ceratogyrus pillansi
  - Loài Ceratogyrus sanderi
- Chi Eucratoscelus
  - Loài Eucratoscelus constrictus
  - Loài Eucratoscelus pachypus
- Chi Harpactira
  - Loài Harpactira atra
  - Loài Harpactira baviana
  - Loài Harpactira cafreriana
  - Loài Harpactira chrysogaster
  - Loài Harpactira curator
  - Loài Harpactira curvipes
  - Loài Harpactira dictator
  - Loài Harpactira gigas
  - Loài Harpactira guttata
  - Loài Harpactira hamiltoni
  - Loài Harpactira lineata
  - Loài Harpactira lyrata
  - Loài Harpactira marksi
  - Loài Harpactira namaquensis
  - Loài Harpactira pulchripes
  - Loài Harpactira tigrina
- Chi Harpactirella
  - Loài Harpactirella domicola
  - Loài Harpactirella flavipilosa
  - Loài Harpactirella helenae
  - Loài Harpactirella insidiosa
  - Loài Harpactirella karrooica
  - Loài Harpactirella lapidaria
  - Loài Harpactirella lightfooti
  - Loài Harpactirella longipes
  - Loài Harpactirella magna
  - Loài Harpactirella schwarzi
  - Loài Harpactirella spinosa
  - Loài Harpactirella treleaveni
- Chi Idiothele
  - Loài Idiothele nigrofulva
- Chi Pterinochilus
  - Loài Pterinochilus alluaudi
  - Loài Pterinochilus chordatus
  - Loài Pterinochilus leetzi
  - Loài Pterinochilus lugardi
  - Loài Pterinochilus murinus
  - Loài Pterinochilus simoni
  - Loài Pterinochilus vorax
- Chi Trichognathella
  - Loài Trichognathella schoenlandi